# Лишневский, Борис Товьевич

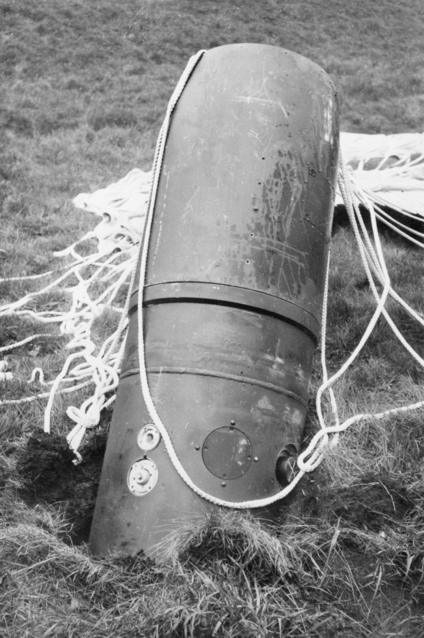
Однотипная немецкая неконтактная магнитная мина, сброшенная на парашюте, Вулидж, Великобритания

Бори́с То́вьевич Лишне́вский  (1914 — 14 сентября 1941, Новороссийск, Краснодарский край) — советский инженер,  в 1941 году сконструировал баржевый электромагнитный трал (БЭМТ), предназначенный для уничтожения авиационных неконтактных магнитных мин.

## Биография
Родился в 1914 году, по другим документам в 1916 году. Еврей. Вольнонаёмный специалист, член ВЛКСМ.
Б. Т. Лишневский был направлен на ЧФ с московского завода №239. С июня 1941 года участвовал в деятельности специальной минно-тральной лаборатории Черноморского флота, созданной для изучения и разработки средств борьбы с новыми немецкими авиационными магнитными минами.
Ночью 22 июня 1941 года немецкая авиация попыталась заблокировать Черноморский флот на базе в Севастополе, заминировав фарватер с помощью авиационных мин, сброшенных на парашютах. Эта операция не увенчалась полным успехом из-за противодействия сил ПВО Севастополя, прицельного минирования не получилось. Однако часть мин самолётам удалось сбросить вблизи фарватеров. Проведенное утром траление акватории не дало результатов, но вскоре произошёл ряд подрывов судов и стало понятно, что немцы применили донные мины нового типа, которые не уничтожаются традиционными методами траления.
В начале июля 1941 года удалось поднять со дна и обезвредить магнитную донную мину, аппаратуру которой доставили в Севастополь для изучения. На основании полученных данных Б. Т. Лишневский разработал баржевый электромагнитный трал, который своим магнитным полем вызывал подрыв мины. БЭМТ был построен в короткие сроки, трал представлял собой несамоходную баржу, которую буксировал тральщик с деревянным корпусом на пеньковом тросе длиной 200—250 метров. За кормой трала на расстоянии 180—200 метров от него буксировалась деревянная шхуна с питающим обмотку трала дизель-генератором. Траление проводилось на глубинах от 15 до 50 метров. Первое боевое траление было проведено 7 июля 1941 года, на борту баржи находился Б. Т. Лишневский. 9 июля тралом была подорвана первая немецкая неконтактная донная мина.
Осенью 1941, прикомандированный специалист, инженер-конструктор Завода №239, Новороссийская военно-морская база. Б. Т. Лишневский погиб 14 сентября 1941 года при попытке разоружить немецкую донную мину новой конструкции, обнаруженную в районе Новороссийска.
14 сентября 1941 года в Новороссийске погибли флагманский минер Новороссийской военно-морской базы старший лейтенант Семен Ильич Богачек – выпускник севастопольской минной школы, инженер-конструктор Борис Товьевич Лишневский, а капитан 3-го ранга Александр Иванович Малов был контужен. В память об этом трагическом эпизоде на территории части установлен памятник.

## Награды
Посмертно награждён Орденом Красной Звезды (03.04.1942).